# Wołomin
Pour les articles homonymes, voir Wołomin.
Wołomin ([vɔˈwɔmin]) est une ville polonaise de la gmina de Wołomin dans la powiat de Wołomin de la voïvodie de Mazovie dans le centre-est de la Pologne. Elle est située dans la banlieue industrielle du nord-est de Varsovie. 
Elle est le siège administratif de la gmina de Wołomin et le chef-lieu de la Powiat de Wołomin.
Elle s'étend sur 17,321 km2 et comptait 37 528 habitants en 2012.
Village établi au XVe siècle, il obtient son statut de ville en 1919[Passage contradictoire].

## Situation
Wołomin est située sur la ligne ferroviaire Varsovie - Białystok, grâce à laquelle elle se développe, et traversée par la rivière Rządza.

## Histoire
Le village a été établi au XVe siècle et obtient son statut de ville en 1967[Passage contradictoire].
Wołomin fut l'un des nombreux petits ghettos polonais.
La ville se développe grâce à la ligne ferroviaire Varsovie - Białystok et devient, vers la fin du XIXe siècle, un important centre commercial et industriel.
Lors de la Guerre russo-polonaise de 1920, la ville fut au cœur des combats pendant la Bataille de Varsovie.
En 1921, les Juifs y sont 3 079, représentant 49 % de la population totale. Bien qu'ils aient été très actifs dans le développement de la ville, ils ont été évincés de leurs positions pendant les années 1930 et en 1939 leur nombre a légèrement diminué, ne représentant plus que 22 % de la population totale. La communauté juive de Wołomin est anéantie lors de la grande « Aktion » du 4 au 6 octobre 1942 ou plus de 600 Juifs sont massacrés sur place et le reste est envoyé au camp de la mort de Treblinka. Après la guerre la communauté juive de Wołomin n'a pas été reconstituée. En aout 1944, lors de l'opération Bagration les unités blindées du 1er front de Biélorussie (Soviétiques) atteignent la ligne Radzymin-Wołomin où elles se heurtent à une défense allemande acharnée.

## Personnalités liées à la commune
- Henri Krasucki, syndicaliste français, ancien secrétaire général de la CGT et membre dirigeant du Parti Communiste Français (PCF) est né à Wołomin en 1924.
- Paulina Chruściel (1980-), actrice de théâtre et de cinéma, et née à Wołomin.
- Szlama Grzywacz (1909-1944), un des résistants fusillés au fort du Mont-Valérien comme soldat volontaire de l'armée française de libération dite "FTP-MOI". Son nom est l'un des dix qui figurent sur l'« affiche rouge » placardée par les Allemands pendant le procès des 23 résistants étrangers du groupe Manouchian. Sa photographie y est accompagnée de la mention : « GRAYWACZ JUIF POLONAIS 2 ATTENTATS ».